# Idiomacromerus pallistigmus
Idiomacromerus pallistigmus är en stekelart som beskrevs av Askew 2000. Idiomacromerus pallistigmus ingår i släktet Idiomacromerus och familjen gallglanssteklar.
Artens utbredningsområde är:
- Rumänien.
- Spanien.

Inga underarter finns listade i Catalogue of Life.